# Rythme circadien et cancer
Les processus biologiques se produisant chez les animaux sont régulés par des variations cycliques quotidiennes des différents composants du métabolisme sous le contrôle des rythmes circadiens. 
Les fonctions cellulaires sont souvent effectuées en suivant ce rythme endogène. Une désynchronisation de l'horloge biologique interne par les horaires de sommeil irréguliers, imposés par des contraintes professionnelles ou des mauvaises habitudes de vie, peut favoriser le développement de certaines maladies, dont le cancer. 
Les recherches menées à ce sujet suggèrent que le rythme circadien serait impliqué dans le développement et/ou la progression du cancer, considérant que 10 % des gènes humains oscillent en suivant la cadence régulée par le rythme circadien. 	

## Cycles circadien et cellulaire: des mécanismes moléculaires entrecroisés
En réponse aux dommages de l’ADN, tout un mécanisme de capteurs, de transduction du signal, d’effecteurs et d’interactions engendre des réponses cellulaires pour la réparation de l’ADN ou l’apoptose.

### CLOCK/BMAL1
Des chercheurs ont observé une expression circadienne de certains gènes du cycle cellulaire, comme c-myc, cycline-D1 ou wee-1, ce qui indiquerait une possible interaction avec le mécanisme circadien. CLOCK/BMAL1 est un complexe important dans la génération de l’expression oscillatoire des gènes de l’horloge dans le noyau suprachiasmatique des mammifères, mais il est également présent dans les tissus périphériques. Le mode d’action de ce complexe consiste à se lier à une certaine région promotrice d’un gène, une boîte E, pour activer sa transcription. Les régions promotrices de gènes du cycle cellulaire impliqués dans les transitions G1-S ou G2-M comportent des boîtes E auxquels CLOCK/BMAL1 peut se lier.

### wee-1
Le rôle de WEE-1 dans le cycle cellulaire est de phosphoryler CDC2/Cycline-B1 sur Tyr 15 pour l’inactiver, ce qui retarde ou empêche la mitose. WEE-1 joue un rôle essentiel dans la réparation des dommages de l’ADN au stade G2 de la division cellulaire.

### c-myc
CLOCK/BMAL1 régule aussi l’expression de c-myc. La protéine résultante agit avec la kinase ATM (ataxie-télangiectasie mutée) pour favoriser l’apoptose et supprimer la tumorigenèse. ATM est impliquée dans la réponse cellulaire aux rayons ionisants et autres événements conduisant à la rupture du double brin de l’ADN.

### PER1
CLOCK/BMAL1 permet l’expression de Per1, un gène codant une protéine clé dans le processus d’apoptose de cellules cancéreuses et du rythme circadien. Des études ont montré qu’une surexpression de Per1 stimule l’apoptose des cellules cancéreuses. À l’opposé, une sous-expression de ce gène inhibe l’apoptose. L’expression de Per1 est régulée négativement dans les tumeurs humaines, ce qui permet aux cellules cancéreuses de proliférer sans subir d’apoptose. L’ajout de PER1 résulte en une inhibition de l’expression de wee-1, cycline-B1 et CDC2. Donc, en plus de stimuler la mort des cellules cancéreuses, PER1 contribuerait à empêcher la mitose, et donc la prolifération cellulaire néoplasique. Sous un autre mode d’action, PER1 interagit avec ATM et checkpoint kinase 2 (Chk2). La kinase ATM phosphoryle SMC1, p53 et Chk2.  SMC1 est une protéine chromosomique qui fait partie des composants du complexe de la cohésine qui permet l’association des chromatides sœurs.  Cette protéine pourrait aussi être impliquée dans la réparation de l’ADN en agissant comme effecteur dans le contrôle de la phase S dépendant de l’ATM/NBS1. Le gène suppresseur de tumeur p53 est muté dans la moitié des cancers. 

### TIM
TIM forme un complexe avec ATR, ATRIP et Chk1. Chk1 et Chk2 sont des kinases effectrices qui phosphorylent un certain nombre de substrats qui conduisent éventuellement à l’apoptose des cellules tumorales en raison des dommages causés à l’ADN.

## Cancer

### Personnes à risque
Les travailleurs nocturnes sont plus à risque de développer le cancer en raison de la dérégulation de leur rythme circadien et de la suppression de la production de mélatonine par la lumière artificielle. La prévalence des cancers du poumon, du côlon, de la vessie, du rectum, du pancréas ainsi que des lymphomes non-hodgkiniens est plus importante chez les hommes travaillant la nuit. Les risques de développer des mélanomes malins sont plus élevés chez les pilotes d’avion. Le manque de sommeil, engendré par l’insomnie ou un horaire de travail irrégulier, semble également jouer un rôle dans la pathogenèse du cancer.

### Types de cancer

#### Cancer du sein
Ce cancer est le plus répandu parmi les femmes, surtout dans les pays industrialisés. Les facteurs externes, comme la lumière artificielle, altèrent les phases circadiennes, ce qui peut diminuer de 65 % l’amplitude du rythme de sécrétion nocturne de mélatonine,. Or, la mélatonine possède un fort effet inhibiteur sur la tumorigenèse mammaire des rongeurs, en ayant aussi un effet sur les fonctions immunes et les radicaux libres.  Il a d’ailleurs été mis en évidence que l’illumination nocturne peut affecter le développement de tumeurs cancéreuses humaines en modulant la fonction du gène circadien dans le noyau suprachiasmatique. Ceci modifie ensuite la régulation du cycle cellulaire des tissus mammaires. De fait, la diminution de mélatonine engendrerait une augmentation de la production d’œstrogènes ou une altération de la fonction des récepteurs œstrogéniques, causant une croissance du risque de développer le cancer du sein. En outre, le polymorphisme de la longueur de Per3 est associé à un risque élevé de développer ce cancer chez les jeunes femmes.

#### Cancer de la prostate
Certains cas de cancer de la prostate peuvent être expliqués par des perturbations circadiennes induites par les interactions génétiques-environnementales. Les expressions d’androgènes, régulées par l’horloge, pourraient être potentiellement impliquées dans la tumorigenèse de la prostate, car ce cancer est une tumeur maligne hormono-dépendante. Il semble qu’un variant de CRY2, CSNK1E ou PER3 ainsi qu’une plus grande résistance à l’insuline généreraient un plus grand risque de développer un cancer de la prostate. 

#### Cancer du poumon
Une perturbation des rythmes circadiens peut interagir avec les protéines Kras et p53 et permet de développer la tumorigenèse pulmonaire. La perte des gènes Per2 ou Bmal1 induit une augmentation de c-myc qui est oncogénique. De même, la perte des gènes circadiens des cellules autonomes accélère la progression de ce cancer. De nombreuses sécrétions hormonales sont altérées à cause d’une perte de rythmicité circadienne. Le niveau dans le sérum sanguin de GH augmente et celui de IGF-1 diminue. Les moyennes des sécrétions nocturnes de cortisol, TRH et GH sont plus élevées chez les patients atteints du cancer du poumon, tandis que celles de mélatonine, TSH et IGF-1 sont plus basses. Ces dérégulations modifieraient l’action hormonale aux niveaux cellulaire et systémique, ainsi que leurs implications dans le maintien de l’équilibre des facteurs partagés par les systèmes immunitaire et neuroendocrinien. Ceci favoriserait la tumorigenèse pulmonaire.

#### Cancer colorectal
Ce cancer semble être dû à 70,8 % à des causes environnementales telles qu’une alimentation trop riche en gras animal. En outre, le cancer colorectal est lié à une diminution de la sécrétion nocturne de mélatonine, accentuée par la taille du carcinome intestinal, notamment chez les hommes. Cela mène à un dérèglement du rythme de sécrétion et à une suppression de la concentration moyenne quotidienne de cette hormone. La tumeur grandissante module la biosynthèse de la mélatonine. De fait, plus le développement de la tumeur est avancé, plus le taux de sécrétion de mélatonine est inhibé. D’autre part, ce cancer est lié à une perturbation de la transcription de Per1 qui semble causer une diminution de l’expression de dihydropyrimidine déshydrogénase, ce qui permet la prolifération des cellules cancéreuses.

#### Cancer de la peau
La cause principale du cancer de la peau est le dommage induit par les rayons UV au niveau de l’ADN. Chez l’humain et la souris, les mutations nucléotidiques sont enlevées, entre autres, par des mécanismes de réparation par excision. Une étude menée sur un modèle murin a démontré que ce taux de réparation présente une rythmicité au niveau de la peau, avec une activité minimale le matin et maximale le soir. Cette même étude suggère que le moment d’exposition aux rayons UV influence le développement cancéreux chez la souris. Les animaux exposés à la lumière UV à 4 h présentent une prévalence du cancer de la peau cinq fois plus élevée que ceux qui sont soumis à cette même lumière à 16 h. Ainsi, il semblerait que la carcinogénicité des rayons UV est liée à l’efficacité du taux de réparation de l’ADN par excision.  
Cette altération de l’horloge circadienne influence également la sécrétion de la mélatonine qui possède un rôle photoprotecteur contre les dommages infligés à la peau par les rayons UVB. Cette hormone est également un antioxydant puissant qui peut contrer le stress oxydatif occasionné par la radiation UV. Une désynchronisation de l’horloge circadienne peut ainsi diminuer la sécrétion de mélatonine et contribuer indirectement au développement du cancer de la peau.

## Chronothérapie
Avec la prévalence du cancer, l’utilisation du rythme circadien associé aux traitements semble être un bon moyen de réduire les coûts relatifs au processus tout en améliorant l’efficacité de ceux-ci.  Il a été démontré que la combinaison de la chronothérapie et de la chimiothérapie permet une réduction des complications liées au traitement.
La chronothérapie, dans un contexte oncologique, se résume en l’administration d’un médicament ou d’un traitement à un temps précis de la journée. Ce moment représente la période où les cellules cancéreuses sont les plus susceptibles d’être réceptives à la dose ajustée en tenant compte de la toxicité.  
Des études ont démontré qu’il existe un lien entre le cortisol et les phases S, G2 et M du cycle cellulaire. Ainsi, le cortisol est utilisé comme marqueur de l’activité de synthèse de l’ADN, en tandem avec la mitose, pour mieux suivre le cycle d’un patient. Dans le cas d’une tumeur cancéreuse, le même principe est utilisé pour déterminer le moment optimal pour l’administration d’un médicament. Celui-ci est choisi selon la période où la cellule est la plus réceptive à une dose donnée. Cette fluctuation circadienne de la tolérance (réceptivité cellulaire aux traitements) se nomme la chronotolérance. Un autre facteur à considérer concernant ce principe est évidemment le médicament lui-même, car celui-ci s'attaque à différents types de tissus selon le type cancer.
Les recherches expérimentales indiquent que l’activité antitumorale d’un traitement, ou sa chronoefficacité, est à son sommet au moment où les cellules sont les plus réceptives,.  Cela est possible car un médicament peut montrer une faible toxicité (chronotolérance) pour une population de cellules saines, mais une forte toxicité (chronoefficacité) pour des cellules cancéreuses, et ce, au même moment. L’écart observé entre les deux populations est dû à trois caractéristiques: la durée du cycle cellulaire, la durée des phases de ce dit cycle et l’entraînement des cellules par l’horloge circadienne. 

### Chimiothérapie
La 5-fluorouracile (5-FU) est un médicament utilisé contre la plupart des cancers. Sa cytotoxicité inhibe l’enzyme thymidylate synthase, nécessaire à la synthèse de l’ADN, et agit également sur l’arrêt de l’activité de synthèse d’ARN, . Sa combinaison avec d’autres médicaments, tels que l’acide folinique (FA) et l'oxaliplatine (I-OHP) dans le traitement du cancer colorectal augmente l’apoptose des cellules cancéreuses. Les trois médicaments sont administrés à 4h00 pour 5-FU et FA et à 16h00 pour I-OHP, tout en étant en coordination avec le rythme circadien. Ces heures correspondent au moment où l’efficacité médicamenteuse est maximale,.

### Radiothérapie
Dans un traitement par radiothérapie des cancers affectant la tête et le cou, l’inflammation des muqueuses orales est une conséquence possible. Celle-ci est causée par la mort des cellules irradiées qui amincit l’épithélium. Il a été démontré qu’il est préférable d’effectuer ce processus en matinée plutôt qu’en soirée pour limiter le dommage causé aux cellules buccales . Le moment optimal est défini par l’expression maximale des différentes protéines. Parmi ces points, il y a la synthèse du p27, marqueur de la phase G1 (6h00), et du cyclin-A, marqueur de la phase G2 (16h00), qui correspondent respectivement aux pics de l’avant-midi et de l’après-midi. Les cellules en phase G2-M ont montré la plus grande sensibilité.